# Joaquim Augusto de Assunção
Joaquim Augusto de Assumpção (Pelotas, 18 de julho de 1850 — 2 de abril de 1916) foi um advogado, magistrado, banqueiro, empresário e político brasileiro. 
Foi senador pelo Estado do Rio Grande do Sul entre 1913 e 1915, além de desembargador. Também foi diretor do Banco Pelotense.